# The extinct suite
The extinct suite is een studioalbum van Steve Jansen. Het was het derde album dat op zijn naam verscheen, zijn naam was toen al verbonden aan allerlei samenwerkingsverbanden met leden van zijn eerste band Japan. De muziek houdt het midden tussen progressieve rock en ambient. Het album geeft een herinterpretatie van de stukken die verschenen op voorgaand album Tender extinction, waarbij suite betrekking heeft op suite uit de klassieke muziek. Alles is samengesmolten tot een compositie; het geeft de muziek een filmisch karakter.

## Musici
- Steve Jansen – alle muziekinstrumenten, behalve
- Melentini Toila – trompet
- Seigen Tokuzawa – cello
- Thomas Feiner – achtergrondzang
- Stelios Romaliadis – dwarsfluit
- Giorgos Varoutas – gitaar

## Muziek
| Nr. | Titel             | Duur  |
| --- | ----------------- | ----- |
| 1.  | The extinct suite | 55:47 |